# Fanny Lewald
Fanny Lewald (Königsberg, 1811. március 24. – Drezda, 1889. augusztus 5.) német írónő.

## Élete
Izraelita szülők gyermeke. Miután 17 éves korában az evangélikus vallásra áttért, apjával beutazta Német- és Franciaországot, 1845-ben pedig Olaszországot. 1846-tól főképpen Berlinben élt. 1855-ben nőül ment Adolf Stahrhoz, 1841-től kezdve, mely évben első irodalmi kísérlete (Der Stellvertreter, novella) megjelent, egészen életének utolsó éveiig szakadatlanul művelte a regényt, elbeszélést és útirajzot. Kiváló tehetség, széles körű műveltséggel, önálló fölfogással, gazdag képzelettel, csak túlságosan irányzatos. Válogatott művei: Gesammelte Werke (Berlin 1871-74, 12 kötet).

## Főbb művei
- Kelemtine (1842)
- Jenny (1843)
- Eine Lebensfrage (1845)
- Italienisches Bilderbuch (1847)
- Diogena, Roman von Iduna Gräfin Hahn-Hahn (névtelenül megjelent szatirikus mű, 1847)
- Prinz Louis Ferdinand (1849)
- Erinnerungen aus dem Jahre 1848 (1850)
- Reisetagebuch durch England und Schottland (1852)
- Wandlungen (1853)
- Deutsche Lebensbilder (1856)
- Meine Lebensgeschichte (6 kötet, 1861-63)
- Bunte Bilder (1862)
- Von Geschlecht zu Geschlecht (8 kötet, 1863-65)
- Osterbriefe für die Frauen (1863)
- Erzählungen (3 kötet, 1866-1868)
- Sommer und Winter am Genfer See (1869)
- Nella (1870)
- Die Erlöserin (1873)
- Benedikt (1874)
- Benvenuto (1875)
- Reisebriefe aus Italien, Deutschland und Frankreich (1880)
- Helmar (1880)
- Vater und Sohn (1881)
- Vom Sund zum Posilipp, Reisebriefe (1883)
- Stella (1884)
- Die Familie Darner (1887)

## Magyarul
- Levelei a nők munkaképesítéséről; ford. Révay Sándor; Vodianer Ny., Pest, 1872
- Ő vagy senki más. Regény; ford. Margittai Szaniszlóné; Színes Regénytár Kiadóvállalat, Bp., 1934 (Színes regénytár, 317.)